# Acqua di Parma
Acqua di Parma è un'azienda profumiera italiana nota per la produzione dell'omonima delicata fragranza.

## Storia
Fondata nel 1916, iniziò la sua attività a Parma in una piccola fabbrica di profumi. Il marchio è stato rinnovato nel 1993 e finanziato da Diego Della Valle, proprietario di Tod's, Luca di Montezemolo e Paolo Borgomanero, un azionista di La Perla. La compagnia è stata infine acquisita dal gruppo LVMH nel 2001 e ha ora la sede a Milano.
Successivamente al 2011 l'azienda ha intrapreso la gestione in modo diretto di alcuni punti vendita nei quali è possibile trovare la gamma completa dei prodotti sotto riportati: i negozi sono a Parigi, Roma e Milano.
Sul territorio Italiano sono presenti 2 negozi nel capoluogo laziale: uno ai piedi della scalinata di Trinità dei Monti ed un altro all'interno dell'area riservata ai viaggiatori presso l'aeroporto di Fiumicino - Leonardo da Vinci; nella città lombarda sono ubicati in zona centrale in Via del Gesù.
La fragranza originale del Marchio, chiamata semplicemente "Colonia", fu creata nel 1916 nel centro storico di Parma. La Colonia crebbe progressivamente di popolarità in tutta Europa grazie alla sua fragranza con prevalenza di note agrumate, fresca e leggera, in controtendenza con i precedenti profumi con note aromatiche forti e decise in voga fino ad allora.
La Colonia inizialmente era pensata per profumare i fazzoletti a corredo dell'abbigliamento degli uomini, mentre oggi è usata principalmente come profumo personale. L'Azienda non indica in modo esplicito il genere a cui è rivolta tale profumazione di impronta olfattiva classica.

## Prodotti
Per contribuire al rilancio del marchio sono stati introdotti nuovi prodotti, tra i quali una linea di oggetti in pelle lavorati a mano, oggettistica da collezione, prodotti di aromaterapia, candele di elevata qualità e diversi nuovi profumi e colonie oggetto di nuove formulazioni e formati commercializzati dalla seconda metà dell'attuale ultimo decennio.

### Fragranze
- Colonia collection: Colonia, Colonia c.l.u.b, Colonia Pura, Colonia Essenza, Colonia Futura, Colonia Intensa.
- Blu Mediterraneo: Fico di Amalfi, Mirto di Panarea, Bergamotto di Calabria, Mandorlo di Sicilia, Cipresso di Toscana, Arancia di Capri.
- Signatures of the sun: Zafferano (2023), Lily of the Valley, Oud, Oud & Spice (2022), Quercia, Vaniglia, Leather, Sandalo, Ambra, Magnolia infinita, Yuzu, Osmanthus, Sakura, Camelia.
- Le Nobili: Rosa Nobile, Peonia Nobile, Magnolia Nobile.
- Note di Colonia: sono 4 declinazioni derivate dalla composizione classica della Colonia, introdotte in occasione del Centanario del Marchio. La "I" con note di neroli, bergamotto, lavanda. La "II" con note di pompelmo, bergamotto, cardamomo, basilico, legno di sandalo. "III" (presentata nel 2016) con note di mandarino, ginger, olibano, vetiver. "IV" (commercializzata nel 2017) con note di rosa turca, labdano, patchouli e fiore d'arancio.

### Prodotti corpo
- Corpo: Linea bagno,creme corpo, lozioni corpo, scrub corpo, olio, linea dedicata per hotel, polvere di sapone (nelle varianti delle essenze di Colonie e Blu Mediterraneo), deodoranti (stick e spray).

### Barbiere
- Rasatura e post rasatura. Grooming e trattamento. Accessori. Kit: prestige shaving kit.

### Per la casa
- Candele. Diffusori. Accessori.

Per la Colonia la Compagnia ha adottato flaconi cilindrici e confezioni color giallo (ad eccezione di: Colonia Essenza che presenta confezioni color nero e bottiglia in vetro nero, Colonia Club di color verde e bottiglia in vetro verde scuro) uguali nelle forme esterne a quelle originali allo scopo di dare una continuità con il passato.

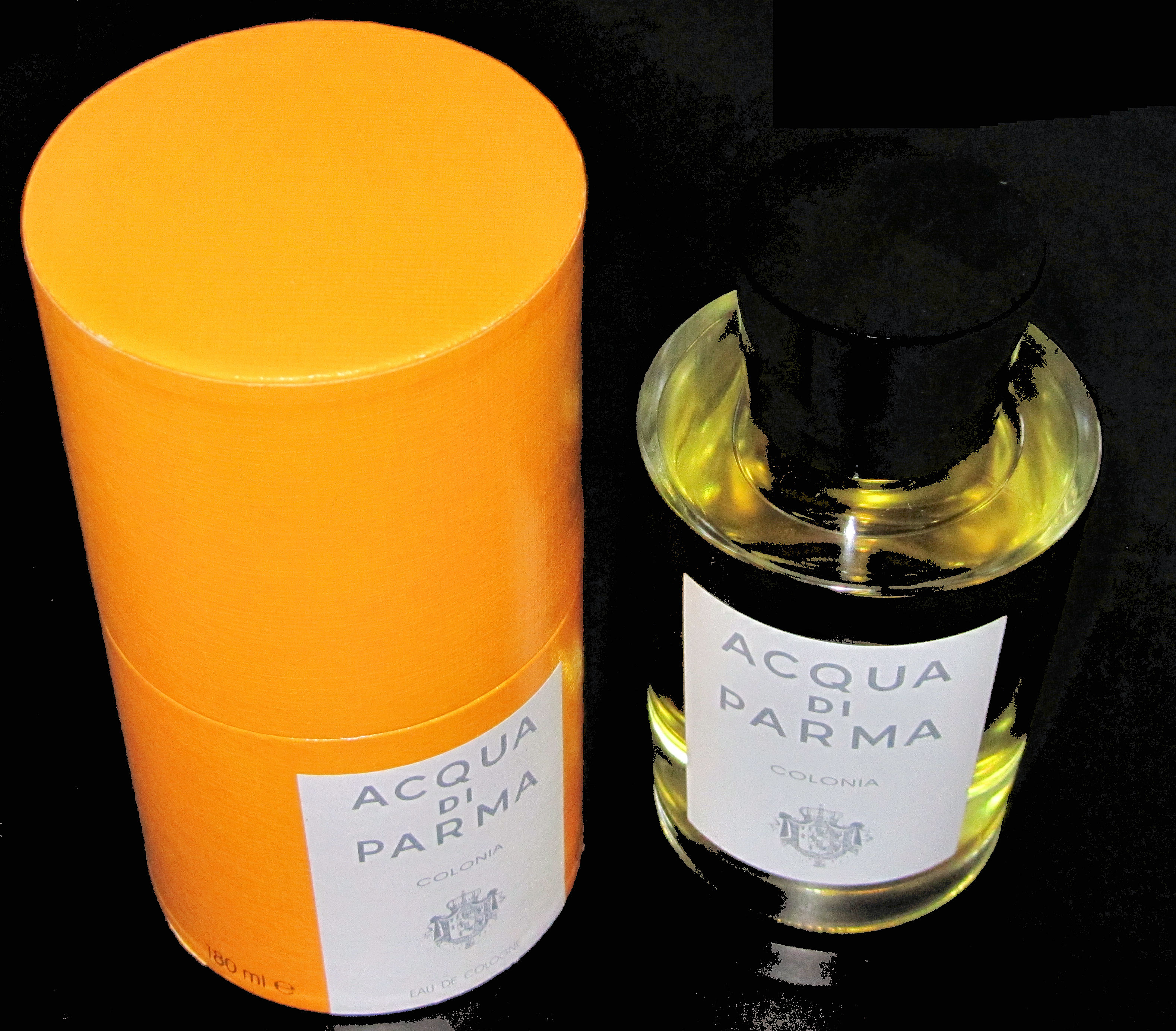
Acqua di Parma, Colonia, bottiglietta cilindrica
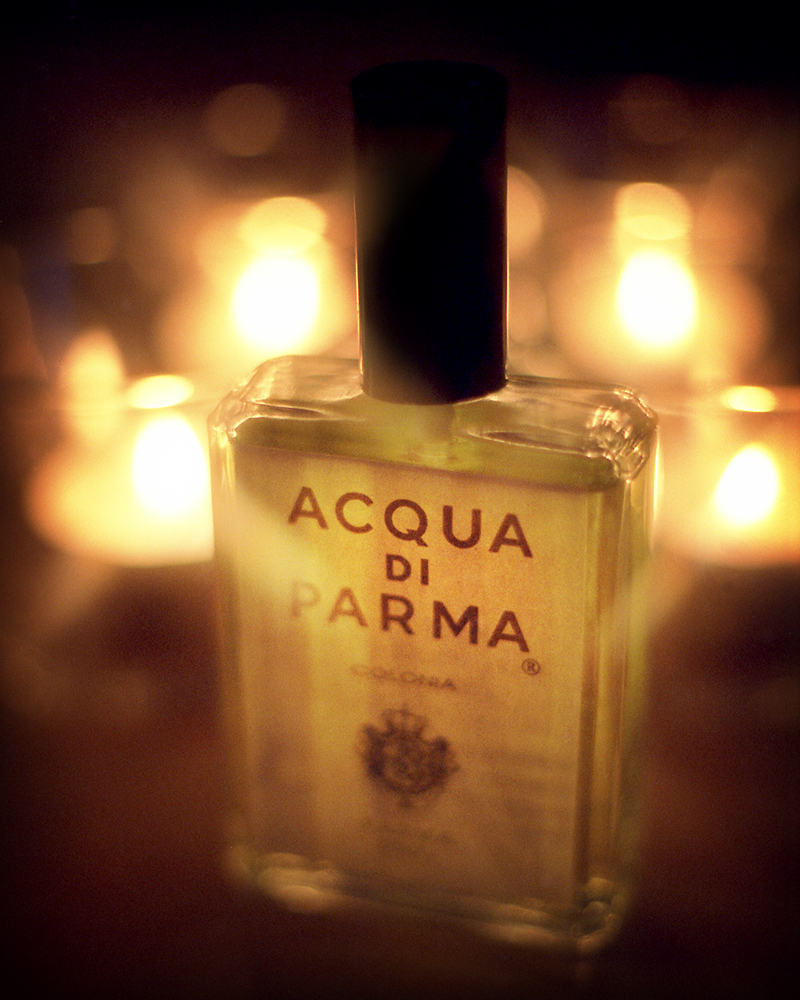
Acqua di Parma, Colonia